# Hyalurga rica
Hyalurga rica là một loài bướm đêm thuộc phân họ Arctiinae, họ Erebidae.